# Ichák Perlman
Ichák Perlman (héber betűkkel יצחק פרלמן, izraeli angol átírással Itzhak Perlman, Tel-Aviv, 1945. augusztus 31. –) négyszeres Primetime Emmy- és többszörös Grammy-díjas izraeli hegedűművész, korunk egyik legismertebb hegedűművirtuóza.

## Tanulmányai, ifjúsága
Zenei tanulmányait a tel-avivi Rubin Zeneakadémián kezdte, majd a New York-i Juilliard School művészeti iskolában folytatta Ivan Galamian és Dorothy DeLay tanítványaként.
Négyéves korában poliófertőzést kapott, aminek következtében járóképessége sérült, ezért koncertjein ülve játszik.

## Pályafutása
1963-ban a Carnegie Hallban debütált, és 1964-ben megnyerte a Leventritt versenyt. Viszonylag korán kezdett turnézni, és zenefelvételeket készíteni. Az 1970-es években több tévéműsorban szerepelt, köztük a The Tonight Show-ban, és a Szezám utcában. Számos híres zenekarral működött együtt mint karmester, zenei vezető, vagy vendég: Chicago Symphony, Philadelphia Orchestra, Boston Symphony, National Symphony, Los Angeles Philharmonic, St. Paul Chamber Orchestra.
Szólókarrierje során számos híres zenésszel játszott együtt, mint Yo-Yo Ma, Jessye Norman, Isaac Stern, Jurij Tyemirkanov.
Koncertezett, és zenefelvételt készített személyes jó barátjával, a szintén izraeli hegedűművésszel, Pinchas Zukermannal.
A komolyzenén kívül Perlman több műfajban is jeleskedett, dzsesszalbumot készített a híres jazz-zongoristával, Oscar Petersonnal, és előszeretettel játszik klezmerzenét is.
1993-ban a Schindler listája John Williams által szerzett filmzenéjének főcímdalát játszotta.

## Hangszerei
A Soil Stradivariuson, Yehudi Menuhin egykori hangszerén játszik, amelyet Stradivari 1714-ben, ún. „arany korszakában” készített. Másik két hegedűje a Guarneri del Gesù 1743 'Sauret', és Carlo Bergonzi 1740-es ex-Kreislere.

## Magánélete
Perlman New York Cityben lakik feleségével Tobyval, aki szintén klasszikus hegedűs. Öt gyermekük van, közöttük Navah Perlman koncertzongorista, zenekari muzsikus. Perlman Howie Mandel kanadai komikus, tévés távoli rokona. A szinesztézia jelenségével küzd, amiről a Tasting the Universe című Maureen Seaberg-interjúban vall.

## Diszkográfia
- Tradition (1987)
- Duos (1987)
- Vivaldi: Négy évszak/3 hegedűkoncert (1992)
- Dvořák in Prague: A Celebration (Sony Classical, 1994, és Kultur Video, 2007)
- The American Album (1995)
- In the Fiddler's House (1995)
- Holiday Tradition (1998)
- Concertos from My Childhood (EMI, 1999)
- The Essential Itzhak Perlman (Sony Classical, 2009)
- Eternal Echoes: Songs and Dances for the Soul  (Sony Classical, 2012) km. Yitzchak Meir Helfgot
- Violin Sonatas (Universal Music Classics/Deutsche Grammophon, 2015)
- The Perlman Sound (Warner Classics, 2015)

Andre Previnnel
- The Easy Winners (Angel Records, 1975)
- A Different Kind of Blues (EMI/Angel, 1980)
- It's a Breeze (EMI/Angel, 1981)

Oscar Petersonnal
- Side by Side (TELARC CD-83341 1994)

## Elismerések
- 1964: Leventritt-verseny – győztese
- 1977: Grammy-díj a legjobb szólistáknak, zenekarral: Antonio Vivaldi: Négy évszak
- 1978: Grammy-díj a legjobb kamarazenei előadásért; Ludwig van Beethoven: Hegedű-zongoraszonáták (km. Vladimir Ashkenazy)
- 1978: Grammy-díj a legjobb komolyzenei albumért; Johannes Brahms: D-dúr hegedűverseny, op. 77
- 1980: Grammy-díj a legjobb szólista-előadásért, zenekar nélkül: The Spanish Album
- 1980: Grammy-díj a legjobb kamarazenei előadásért: Zene két hegedűre (km. Pinchas Zukerman)
- 1980: Grammy-díj a legjobb szólista-előadásért, zenekar nélkül: Brahms: a-moll hegedű és cselló koncert (km. Mstislav Rostropovich) (TIE)
- 1980: Grammy-díj a legjobb szólista-előadásért, zenekarral: Alban Berg: Hegedűverseny/Stravinsky: D-dúr hegedűverseny (TIE)
- 1981: Grammy-díj a legjobb szólista-előadásért, zenekarral: Isaac Stern 60. születésnapjára (km. Isaac Stern & Pinchas Zukerman)
- 1981: Grammy-díj a legjobb kamarazenei előadásért: Csajkovszkij: a-moll hegedűtrió (km. Lynn Harrell & Vladimir Ashkenazy)
- 1982: Grammy-díj a legjobb szólista-előadásért, zenekarral: Elgar: b-moll Violin Concerto
- 1987: Grammy-díj a legjobb kamarazenei előadásért: Beethoven: Összes zongoratriója (km. Lynn Harrell & Vladimir Ashkenazy)
- 1987: Grammy-díj a legjobb szólista-előadásért, zenekarral: Wolfgang Amadeus Mozart: No. 2. & 4. hegedűversenyei
- 1990: Grammy-díj a legjobb kamarazenei előadásért: Brahms: Három hegszonáta (km. Daniel Barenboim)
- 1990: Grammy-díj a legjobb szólista-előadásért, zenekarral: Sosztakovics: a-moll No.1 hegedűverseny/Glazunov: a-moll hegedűverseny
- 1995: Grammy-díj a legjobb szólista-előadásért, zenekarral: The American Album—Works of Bernstein, Barber, Foss
- 2003: Kennedy Center Honors
- April 1980: Newsweek magazine Mr. Perlman címlapsztori[4]
- 1986: Honored with the Medal of Liberty by President Reagan.[5]
- 1992: Emmy-díj: Kiemelkedő klasszikus előadóművészeti program: Perlman Oroszországban
- 1994: Emmy-díj: Kiemelkedő egyéni eredmények: kulturális program
- 1996: Emmy-díj: Kiemelkedő kulturális zene-tánc program: Perlman A hegedűs a házban
- 1999: Emmy-díj: Kiemelkedő klasszikus zene-tánc program: Perlman: A hegedűs a jövőért
- 2000: National Medal of Arts Bill Clinton elnöktől[5]
- 2008: Grammy Lifetime Achievement Award
- 2015: Elnöki Szabadság-érdemrend Barack Obama elnöktől[6][7]
- 2016: Genesis-díj Izrael miniszterelnökétől[8]
- 2017: Dokumentumfilm Itzhak rendezte Alison Chernick[9]